# تل (آذربایجان)
تِل (به لاتین: Tel) یک منطقه مسکونی در جمهوری آذربایجان است که در شهرستان خاچماز و در حومه شهر نابران واقع شده است. جمعیت تل بیش از ۷۰۰ نفر است.

## طبیعت
این روستا دارای جنگل‌های انبوه و چشمه‌های طبیعی زیادی است و به‌عنوان یک منطقه توریستی محبوب به شمار می‌رود. در نزدیکی این روستا مرکز گردشگری "Tel Bulaghi" (چشمه تل) وجود دارد که بیشتر در فصل تابستان فعال است.

## مردم
فعالیت اصلی مردم این ناحیه کشاورزی و خدمات گردشگری است. مردم تل عمدتاً از اقوام لزگی‌ها، تات‌ها و آذری‌ها هستند.

## دین
در مسجد جامع این روستا یک هیئت مذهبی وجود دارد.